# Radioul Național Bulgar
Radioul Național Bulgar (bulgară Българско национално радио, Bŭlgarsko natsionalno radio, abreviată la БНР sau BNR) este organizația națională de radiodifuziune a Bulgariei. Operează două canale naționale și șapte regionale, precum și un serviciu internațional Radio Bulgaria care difuzează în 11 limbi.

## Istorie
La 25 ianuarie 1935, Boris al III-lea al Bulgariei a semnat un decret de naționalizare a radioului Rodno și a făcut ca toate emisiunile din Bulgaria să fie o activitate organizată de stat. La începutul lui 1936, un transmițător nou și mai puternic, cu o medie de undă amplasat lângă Sofia, a fost alăturat de posturi suplimentare de difuzare la Stara Zagora și Varna, oferind o acoperire națională a Bulgariei, iar pe 21 mai a acelui an Radio Sofia a început să difuzeze pe plan internațional.
La 1 ianuarie 1993, rețeaua BNR a fost admisă în calitate de membru cu drepturi depline al Uniunea Europeană de Radio și Televiziune.

## Fonduri
Serviciul public de radiodifuziune din Bulgaria, inclusiv BNR, este finanțat în principal prin intermediul unei subvenții de stat. Subvenția trebuie să fie cheltuită pentru pregătirea, crearea și transmiterea programelor naționale și regionale. Volumul său este determinat anual pe baza costurilor medii de producție pe oră aprobate de Consiliul de Miniștri, indiferent de tipul programului.